# ジョン・G・パーク
ジョン・グラブ・パーク（英: John Grubb Parke、1827年9月22日 - 1900年12月16日）は、アメリカ合衆国陸軍の職業軍人であり、南北戦争では北軍の将軍だった。南北戦争での従軍はアンブローズ・バーンサイド少将と密接な関わりがあり、アンティータムの戦い、フレデリックスバーグの戦い、オーバーランド方面作戦などの主要会戦でバーンサイドの参謀長を務めていた。バーンサイドの指揮したノースカロライナ遠征、西部戦線のビックスバーグの包囲戦、東部戦線に戻ってステッドマン砦の戦いでは野戦指揮で実績を残し、ポトマック軍も短期間だが代理で指揮した。

## 初期の経歴
ジョン・グラブ・パークは1827年9月22日に、ペンシルベニア州チェスター郡のコーツビルで生まれた。父はフランシス・G・パーク、母はサラ・パークだった。1848年にウェストポイントの陸軍士官学校を卒業し、アメリカ陸軍工兵司令部の名誉少尉に任官された。工兵士官として、アイオワ州とリトル・コロラド川の間の境界線を決定し、ミシシッピ川から太平洋に至る鉄道を通すルートの測量を行った。1857年から1861年、アメリカ合衆国の北西部とイギリス領北アメリカの境界線を言葉で表現する任にあたった部隊の測量士長を務めた。

## 南北戦争
南北戦争が始まると、パークは志願兵の准将に指名され、1862年初期のノースカロライナ州海岸への作戦では1個旅団を指揮した。1862年3月23日のメイコン砦の戦いでの功績により名誉昇進を受け、同年7月18日には志願兵の少将に昇進となった。
ポトマック軍では短期間だが第9軍団第3師団長を務めた。その後アンティータムの戦いからフレデリックスバーグの戦いにかけて、アンブローズ・バーンサイド少将の参謀長となった。その後は第9軍団長に戻り、ビックスバーグ方面作戦のために西部戦線に転戦した。ノックスビルの防衛線では、オハイオ軍で再度バーンサイドの参謀長になった。
東部戦線に戻って1864年のオーバーランド方面作戦でもバーンサイドの参謀長を務め、そこからピーターズバーグ包囲戦の初期段階では、バーンサイドが第9軍団長となった。クレーターの戦いの後、バーンサイドが解任され、パークは第9軍団長になった。その後のグローブタバンの戦い、ピーブル農園の戦い、ボイドトン・プランク道路の戦いはパークが第9軍団を指揮した。
1865年、ポトマック軍指揮官であるジョージ・ミード少将が会議で不在のとき、上級士官であるパークがその代行指揮官となり、それはステッドマン砦の戦いからミードが野戦に戻るまで続いた。ピーターズバーグの陥落からアポマトックス方面作戦の間も第9軍団を率いた。1865年、ステッドマン砦での功績が認められ、パークは正規軍の名誉少将に指名された。

## 戦後の経歴
南軍が降伏したあと、パークはワシントン軍管区で第9軍団を指揮した。一時的には第22軍団も指揮した。パークは1866年1月15日に志願兵任務から除隊となった。その後は工兵士官として務め、1879年3月4日に中佐に昇進した。1884年3月17日には大佐に昇進した。1887年8月28日から1889年6月24日には陸軍士官学校の校長を務めた。1889年7月2日に陸軍を退役した。
1900年12月16日、パークはワシントンD.C.で死亡し、後には妻のエレンが残されたが、子供は居なかった。パークはフィラデルフィアのセントジェイムズ・ザ・レス教会の墓地に埋葬されている。
パークは公的な改良や西部への探検について幾つかの報告書を残している。地図製作者も務め、ニューメキシコ準州とカリフォルニア州の地図を出版した。

## 著作
- 『アメリカ合衆国司法長官の意見からの抜粋、土地の取得、橋、政府権限の証明、司法権の割譲、弁護士の補償、契約、支払役人、法の執行、港湾の改良、瑣末な課題、航行に対する妨害、公有資産、沿岸権、公有資産の売却、航行可能は水路の下の土壌、ミシシッピ川のサウスパス、ワシントン帯水路、ワシントン市』Washington: G.P.O., 1882年.
- 『アメリカ合衆国最高裁判所判決に関する報告書からの抜粋、航行可能な水路、沿岸権者、橋、州境、土地収用権、ワシントン市の特定区画に対する権限、契約』Washington: G.P.O., 1882年.
- 『アメリカ合衆国の法律、アメリカ合衆国の航行可能な水路に架かる橋の建設』第2版、Washington, D.C.: G.P.O., 1887年-1893年.
- 『アメリカ合衆国の法律、河川と港湾の改良、1790年8月11日から1887年3月3日、配分と割り当てに関する表形式声明』Washington: G.P.O., 1887年.
- 『境界を作る作業の現状に関するメッセージ...通信...情報、1846年6月15日付アメリカ合衆国とグレートブリテンとの間の条約第1条に従う』Washington, D.C.: G.P.O., 1860年.
- （ウィリアム・H・エモリーと共に）「北緯32度線に近く、リオグランデ川のドナアナからヒラ川のピマスビレッジ間の鉄道敷設ルートの探索に関する報告書、1855年』Washington, D.C.: 地形工兵司令部、 1859年.